# Indoleia demeijerei
Indoleia demeijerei är en tvåvingeart som beskrevs av Loïc Matile 1989. Indoleia demeijerei ingår i släktet Indoleia och familjen svampmyggor. Inga underarter finns listade i Catalogue of Life.